# Hacride
Hacride is een Franse progressieve deathmetalband die is opgericht in 2001.

## Bezetting

### Huidige bandleden
- Luis Roux - zanger (2012-heden)
- Adrien Grousset - gitarist (2001-heden)
- Benoist Danneville - bassist (2001-heden)
- Florent Marcadet − drummer (2012–heden)

### Voormalige bandleden
- Samuel Bourreau - zanger (2001-2012)
- Olivier Laffond - drummer (2001-2010)

## Biografie
Hacride werd in 2001 gevormd in Poitiers, Frankrijk door bassist Benoit Danneville, gitarist Adrien Grousset, zanger Samuel Bourreau en drummer Olivier Laffond. In 2003 namen ze een eerste promo-cd op, geproduceerd door Matthieu Metzeg. In 2005 kwam de band terecht op Listenable Records via een compilatie van het label met het nummer "The Daily Round". 
In hetzelfde jaar namen ze hun debuutalbum Deviant Current Signal op, wat eveneens uitgebracht werd door Listenable Records. De band promootte het album voornamelijk in Zwitserland en Frankrijk. In 2007 volgde hun tweede plaat Amoeba, geproduceerd door Frank Hueso in samenwerking met de band.
In 2009 brachten ze hun derde album Lazarus uit.
In 2013 brachten ze hun vierde album "Back to Where You'Ve Never Been" uit.

## Discografie
- Deviant Current Signal (2005)
- Amoeba (2007)
- Lazarus (2009)
- Back to Where You've Never Been (2013)